# مسابقات فرمول یک فصل ۱۹۹۰
مسابقات فرمول یک فصل ۱۹۹۰ در سال ۱۹۹۰ میلادی برگزار شد. در این مسابقات آیرتون سنا (به انگلیسی: Ayrton Senna) از تیم مک‌لارن و با خودروی هوندا به قهرمانی رسید وی که در آغاز مسابقه در خط ۱۰ قرار داشت، بهترین زمان خود را در دور ۲ به دست آورد و در مجموع صاحب ۷۸ امتیاز شد.